# 楊秀 (清朝)
楊秀，字掄升，號素庵，順天府固安縣（今河北省廊坊市固安縣）人。清朝翰林。同進士出身。

## 生平
雍正七年（1729年）與弟楊熠、楊熥同中己酉科舉人，楊秀爲第一名（解元）。雍正八年（1730年）聯捷庚戌科三甲進士。選翰林院庶吉士，散館授檢討。官至侍講。

## 家族
父楊之暟，舉賢良方正，授廣寧訓導。楊秀為長子。
弟楊熥，乾隆二年進士，歷任山東、江南知縣。